# Nagy Dénes (gitáros)
Nagy Dénes magyar blues-rock gitáros, aki 2015 óta a Deák Bill Blues Band állandó tagja. Karrierje során több formációban is játszott, mint a Cry Free, Milf Magnet és Vicodin.

## Életrajz

### Korai évek
2001-től gitározik, elhatározása egy Tátrai Tiborral történt személyes találkozást követően született. Testvére, Nagy Máté szintén ismert gitáros, aki többek között az Omen, Kalapács és a Daddies Cool zenekarokban játszott. Első amatőr zenei formációja a testvérével közösen létrehozott Purple Haze nevű Jimi Hendrix tribute zenekar volt. A Póka Egon által vezetett Kőbányai Zenei Stúdióban folytatott tanulmányai során elsajátította a blues, rock és jazz alapjait.

### Cry Free és korai zenekarok
Első komolyabb zenekari tapasztalatait a Cry Free nevű Deep Purple-tribute együttesben szerezte, ahol 2015-ig volt aktív tag.
Pályafutása során játszott a Vicodin zenekarban, valamint a Milf Magnet nevű formációval is. Korábban részese volt Guns N' Roses, Led Zeppelin és AC/DC tribute zenekaroknak is.

### Deák Bill Blues Band
2015 júliusában csatlakozott a Deák Bill Blues Bandhez , amikor Bécsy Bence gitáros helyét vette át. Első hivatalos fellépése a debreceni Campus fesztiválon történt július 24-én.

## Zenei stílus és hatások
Nagy Dénes gitárjátékát a blues-rock hagyományainak modern interpretációja jellemzi, ahol a delta blues hangzásvilágát ötvözi a hard rock dinamikájával. Főbb hatásként B.B. King, Eric Clapton munkásságát jelölte meg interjúkban. Jellemző sajátossága a pengetési stílus és a vibrató használata között kialakult egyensúly, amelyet koncertkritikusok gyakran hasonlítanak össze a 70-es évek brit blues inváziós előadóival. Főként SG típusú gitáron játszik, de használ Stratocaster és Les Paul modelleket is.

## Közreműködések
- Dr. Weisz: „Sohase hagyjon el" c. album (gitárfelvételek)
- Flúg zenekar: „Rendezői változat" című második nagylemez, „Az ismeretlen" című dal (gitárszóló)

## Zenekarai
- Deák Bill Blues Band (2015-)
- Cry Free (2013–2015)
- Vicodin (2014-)
- Celebration Days (2023-)
- AC/DC/GP (2009-2012)
- Make Some Noise (2011-2013)
- MattSet (2016 - 2017)